# Панимба
Панимба — месторождение полиметаллических руд (золото, серебро, висмут, теллур), расположенное в России (Северо-Енисейский район Красноярского края, в 95 км юго-восточнее посёлка Северо-Енисейский). Расположено на правом берегу Енисея, входит в состав Панимбинского рудного узла, входящего, в свою очередь, в состав Восточного золотоносного пояса Енисейского кряжа. Месторождение находится в труднодоступной таёжной местности (на значительном удалении от ближайших крупных населённых пунктов) и труднодоступно для автомобильного транспорта из-за отсутствия дорог с твердым покрытием и нестабильной работы паромной переправы через Енисей.
Рудные тела месторождения представлены метапелитовыми углеродсодержащими сланцами, инъецированными жилами, линзами и прожилками кварца. Сланцы и жильный кварц импрегнированы сульфидами и золотом. Главными минералами руд являются пирротин, пирит, арсенопирит. В качестве постоянных минералов-спутников присутствуют халькопирит и леллингит. В подчиненном количестве в рудах выявлена полиметаллическая и сопровождающая золотое оруденение висмут-теллуридная минерализация. Проба золота изменяется в пределах 798—944 ‰. Преобладающая часть металла отмечена в виде микромономинеральных прожилков, вкрапленников, межзерновых выделений в жильном кварце, зальбандах кварцевых прожилков и во вмещающих породах, в слюдах, арсенопирите, пирротине, пирите. По данным пробирного анализа, содержание золота в рудах месторождения колеблется от 0,1 до 100 г/т, составляя в среднем 2-4 г/т.
Эпизодические поисковые работы в районе расположения месторождения проводились ещё с 20-х гг. XX века, но только с 2005 году на месторождении начались серьёзные поисково-оценочные работы и предварительная геологоразведка (в рамках расширения минерально-сырьевой базы ПАО «Полюс»). В 2015 году месторождение Панимба поставлено на государственный баланс с запасами золота по категории С2 около 76 т.
Лицензией на геологическое изучение, разведку и добычу рудного золота на месторождении владеет ПАО «Полюс».
В настоящее время на месторождении проводятся геологоразведочные работы (АО «Полюс Красноярск»). Месторождение (вместе с близлежащим месторождением Раздолинское) рассматривается как ценный источник расширения минерально-сырьевой базы ПАО «Полюс», но сроки начала добычи золота на нём пока точно не определены.